# Lampang Province Stadium
Das Lampang Province Stadium (Thai สนามกีฬาจังหวัดลําปาง หรือ สนามกีฬาหนองกระทิง), auch bekannt als Nong Kra Ting Stadium, ist ein Fußballstadion mit Leichtathletikanlage in der thailändischen Großstadt Lampang der gleichnamigen Provinz. Es ist die Heimspielstätte des Fußballvereins Lampang FC. Die Anlage bietet 5500 Plätze. Der Eigentümer und Betreiber ist die Provinz Lampang.